# L'Entourloop
Ne doit pas être confondu avec L'Entourloupe.
L'Entourloop est un groupe de reggae et hip-hop français, créé en 2013 et originaire de Saint-Étienne. 

## Composition
L'Entourloop est composé de deux membres principaux, King James et Sir Johnny.
Ils sont accompagnés par le trompettiste N'Zeng, ancien du groupe Le Peuple de l'herbe, et Troy Berkley, chanteur originaire des Bermudes. En 2022, un nouveau membre rejoint le groupe : Blabbermouf, originaire des Pays-Bas et reconnu sur la scène hip-hop européenne.

## Historique
Le groupe est créé en 2013. Le nom du groupe est inspiré du film L'Entourloupe, sorti en 1980. L'Entourloop est originaire de Saint-Étienne, soutient l'AS Saint-Étienne et ses deux fondateurs sont passionnés de football.  
Ils sortent en 2015 leur premier album, Chickens in Your Town. L'année suivante, ils sortent un single, Dreader Than Dread, avec le chanteur jamaïcain Skarra Mucci. Leur album Le Savoir Faire est publié en 2017. 
En 2019, il réalisent un EP intitulé Golden Nuggets, toujours en collaboration avec Skarra Mucci. 
Ils se font particulièrement connaître en 2022, réalisant 60 concerts dont 15 hors de France. La même année, ils sortent leur album La clarté dans la confusion, qui se fait remarquer par ses 31 intervenants extérieurs et se place dans le top 10 des ventes. 
En 2023, ils sortent avec le studio québécois Stukely le clip de La fleur de l'âge. La même année, ils proposent une collaboration au chanteur hongrois Azahriah, qui se concrétise avec la sortie en mai 2024 de Don't Turn The Bass Down. Le groupe L'Entourloop participe également à l'un de ses concerts fin mai 2024 au stade Ferenc-Puskás de Budapest, devant 50 000 spectateurs.  En juillet 2024, ils se produisent au festival Nuits d'Afrique au Québec. 

## Style musical
L'Entourloop produit une musique mêlant reggae et hip-hop. Le groupe définit son style musical comme du « hip hop inna yardie style », ce qui correspond à un style de « hip-hop à la jamaïcaine ». Pour RFI, leur musique est un « savant mélange hérité de la culture mixtape et des sound systems jamaïcains, le tout habillé de références cinématographiques dans un univers décalé ». Selon le site canadien atuvu.ca, c'est « un collectif français de Dj-ing, Vj-ing, rap et reggae soundsystem ».
Leurs concerts incluent également un jeu d'images, projetées en fond et s'accordant avec la musique, ainsi que des « bribes de mots, de répliques piochées ici et là ». 

## Discographie

### Albums
- 2015 : Chickens in Your Town
- 2017 : Le Savoir Faire
- 2022 : La clarté dans la confusion

### EP
- 2019 : Golden Nuggets